# روز استقلال (گرجستان)

روز استقلال گرجستان ( گرجی: დამოუკიდებლობის დღე    ) یک تعطیلات رسمی سالانه در گرجستان است که در ۲۶ مه برگزار می شود. این یادبود تصویب قانون استقلال در ۲۶ مه ۱۹۱۸ است که جمهوری دموکراتیک گرجستان را پس از انقلاب روسیه در سال ۱۹۱۷ تأسیس کرد. روز ملی گرجستان است. روز استقلال با رژه های نظامی، آتش بازی، کنسرت، نمایشگاه ها، سخنرانی ها و مراسم های سیاسی، علاوه بر سایر رویدادهای عمومی و خصوصی دیگر که تاریخ و فرهنگ گرجستان را جشن می گیرند، همراه است.

## پیش زمینه
در پی هرج و مرج پس از انقلاب روسیه در سال ۱۹۱۷، گرجستان که از اوایل قرن نوزدهم به امپراتوری روسیه ضمیمه شده بود، در ۲۶ مه ۱۹۱۸ پس از یک اتحادیه فدراتیو کوتاه و سست با کشورهای هموطن قفقاز جنوبی، خود را یک جمهوری دموکراتیک مستقل اعلام کرد.
در فوریه تا مارس ۱۹۲۱ جمهوری دموکراتیک گرجستان به دست ارتش مهاجم روسیه افتاد و این کشور به جمهوری سوسیالیستی شوروی تبدیل شد و در سال ۱۹۲۲ به اتحاد جماهیر شوروی ضمیمه شد.
در سال ۱۹۹۱ دگربار گرجستان از اتحاد جماهیر شوروی جدا شد و استقلال خود را در ۹ آوریل اعلام کرد.

## تاریخچه

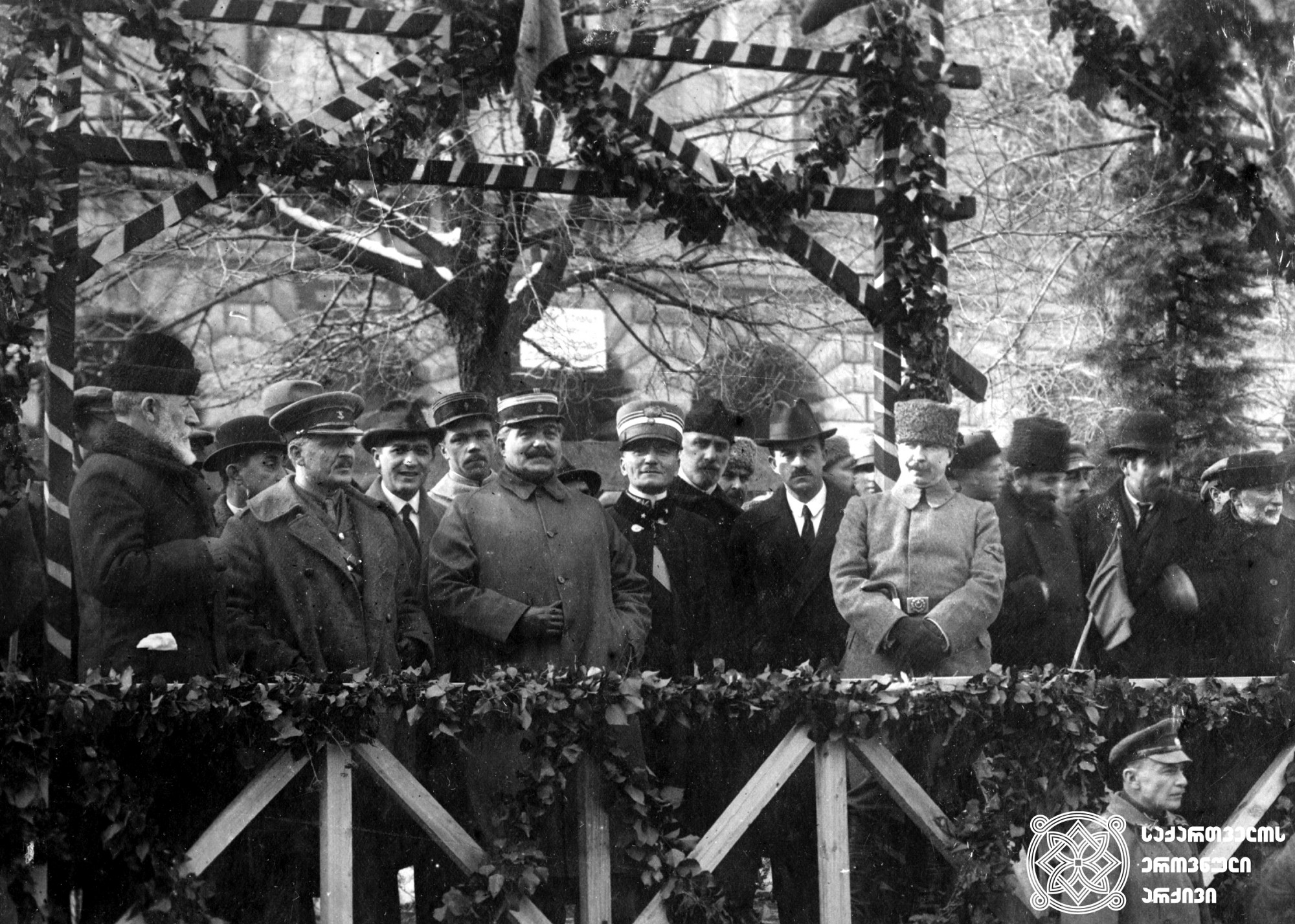
دومین سالگرد استقلال گرجستان. ۲۶ مه ۱۹۱۹.

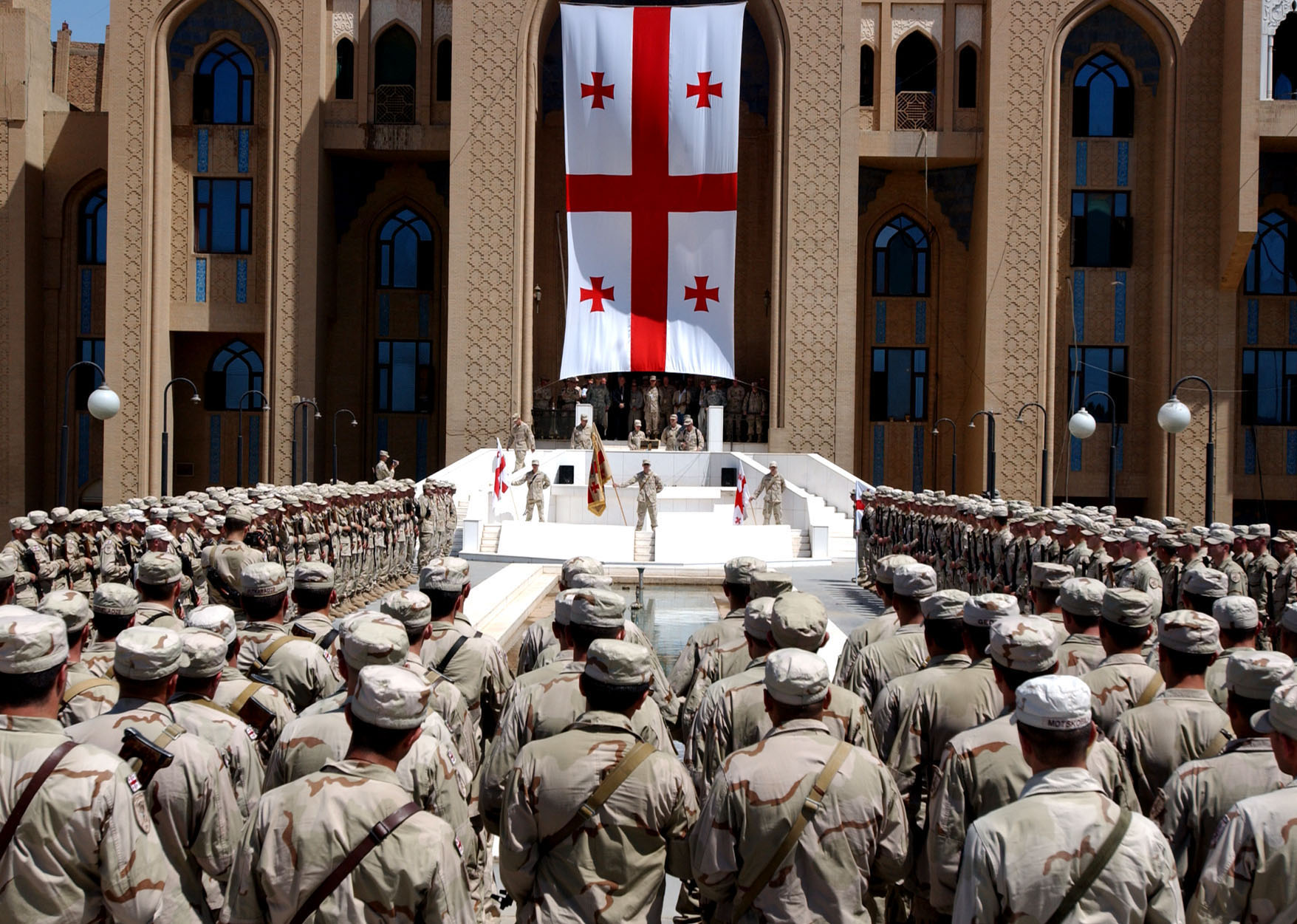
سربازان گرجستان مستقر در عراق روز استقلال را در ۲۶ می ۲۰۰۶ در بغداد جشن گرفتند.

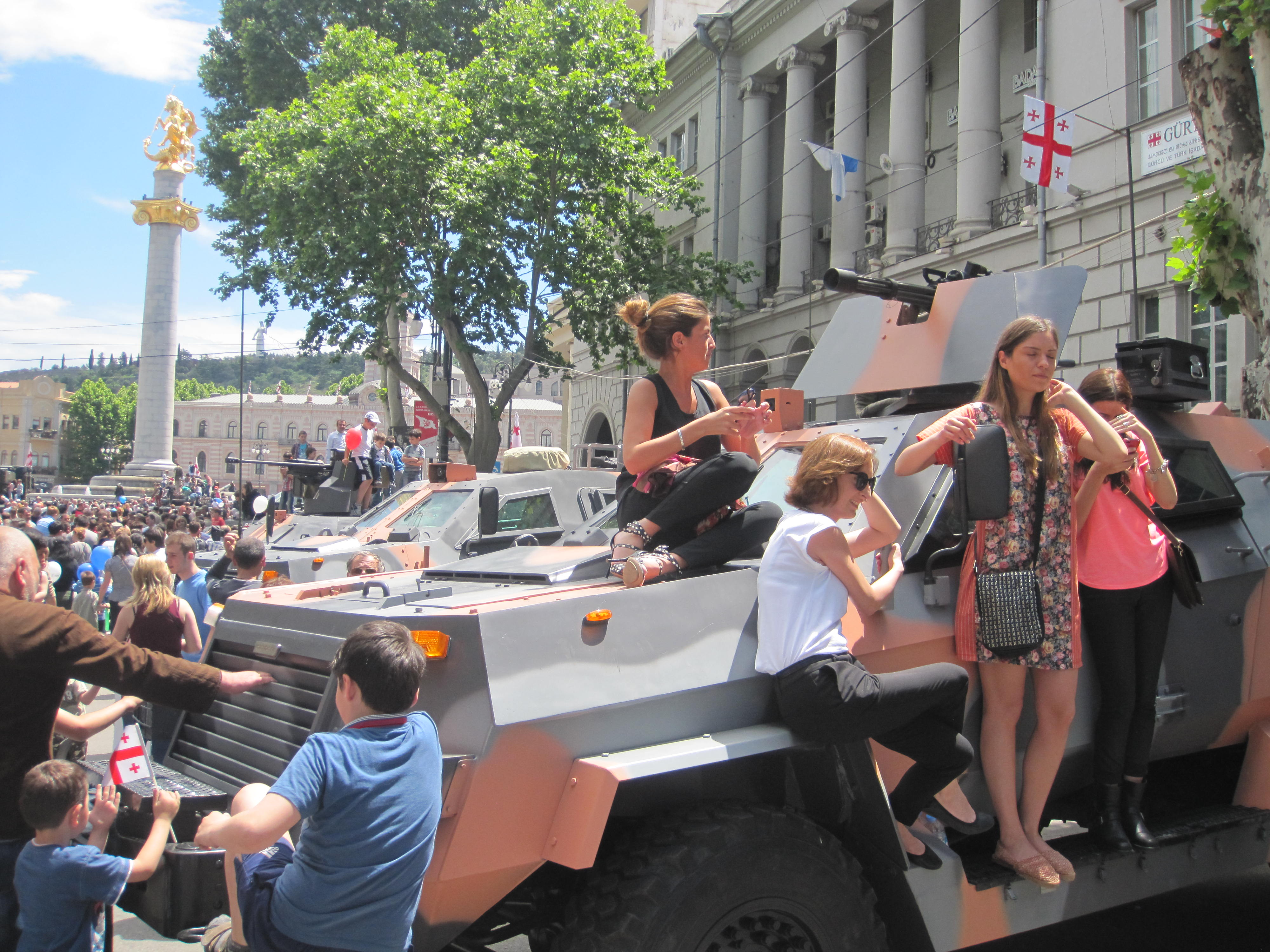
افرادی که در ۲۶ مه ۲۰۱۴ در تفلیس نمایش داده شد در مقابل تجهیزات نظامی عکس می گیرند

26 مه به عنوان روز ملی جمهوری دموکراتیک گرجستان تا زمان تسلط شوروی در سال ۱۹۲۱ جشن گرفته می‌شد. در دوران شوروی، به طور مخفیانه و نامنظم توسط اقشار جامعه مخالف رژیم کمونیستی همچنان بزرگ داشته می‌شد. همانطور که جنبش ملی گرجستان در اواخر دهه ۱۹۸۰ شتاب گرفت، نمادهای مرتبط با جمهوری کوتاه مدت قبل از شوروی به یک فریاد برای کسانی تبدیل شد که از استقلال از اتحاد جماهیر شوروی دفاع می‌کردند.
پس از اعلام استقلال گرجستان در۹ آوریل ۱۹۹۱، دولت در ۲۶ مه ۱۹۹۱ اولین انتخابات ریاست جمهوری گرجستان را برگزار کرد که زویاد گامساخوردیا برنده شد. ریاست جمهوری او کمتر از یک سال دوام آورد زیرا که بازماندگان شوروی به رهبری ادوارد شواردنادزه در یک کودتای نظامی قدرت را دوباره به دست گرفتند. در جشن ۲۶ مه ۱۹۹۲، آشنای قدیمی شواردنادزه در قامت ریاست جمهور روز استقلال را جشن گرفت و همچنین مهمان امریکایی خود جیمز بیکر را نیز به همراه داشت. آن روز همچنین شاهد یکی از اولین تظاهرات بزرگ ضد شواردنادزه در خیابان های تفلیس بود.
در بسیاری از دوران حکومت شواردنادزه، روز استقلال یک جشن غیرنظامی بود. از سال ۱۹۹۷، هیچ رژه نظامی به دلیل مشکلات مالی توسط دولت سازماندهی نشد.
اما پس از پیروزی انقلاب گل‌سرخ و انتخاب میخائیل ساکاشویلی به عنوان رییس جمهور، او بار دیگر روز استقلال را فرصتی برای عرض اندام نظامی گرجستان دانست و سنت رژه نظامی را از سال ۲۰۰۴ بنا گذاشت. پس از گذشت سال‌ها رژه نظامی ۲۶ مه ۲۰۰۴ همچنان بزرگترین رژه نظامی در گرجستان است.
در دوره دوم ریاست جمهوری ساکاشویلی، جشن های روز استقلال تحت الشعاع بی ثباتی سیاسی قرار گرفت. در سال‌های ۲۰۰۸ و ۲۰۰۹ تظاهرات‌های بزرگ مخالفان در مرکز تفلیس مقیاس جشن‌ها را محدود کرد  و در سال ۲۰۱۱ تلاش بخشی از مخالفان برای ممانعت از برگزاری رژه نظامی که برای ۲۶ مه برنامه‌ریزی شده بود، منجر به تلفات در طی درگیری با پلیس شد.
پس از به قدرت رسیدن ائتلاف رویای گرجستان در سال ۲۰۱۲، بخش نظامی جشن روز استقلال به مراسم سوگند سربازان گرجستان و نمایشگاه‌های عمومی فناوری نظامی محدود شد.

### سالگردهای قابل توجه
- ۲۶ مه ۱۹۱۸ - شورای ملی گرجستان قانون استقلال گرجستان را تصویب کرد.
- ۲۶ مه ۱۹۲۰ - رهبران بین المللی دوم در تظاهرات روز استقلال در تفلیس به عنوان بخشی از سفر خود به گرجستان شرکت کردند.
- ۲۶ مه ۱۹۲۱ - دولت جدید بلشویک گرجستان روز استقلال را جشن می گیرد تا شوروی شدن گرجستان را جشن بگیرد و پرچم های ملی جمهوری دموکراتیک سرنگون شده گرجستان را از به نمایش گذاشتن در این جشن ها منع کند.[۱۱]
- ۲۶ مه ۱۹۲۲ - نیروهای امنیتی شوروی تظاهرات را به مناسبت روز استقلال گرجستان در تفلیس و سایر نقاط در اتحاد جماهیر شوروی گرجستان شکستند.[۱۲]
- ۲۶ مه ۱۹۸۹ - تظاهرکنندگان طرفدار استقلال برای اولین بار از سال 1922 برای بزرگداشت روز استقلال در تفلیس تجمع کردند
- ۲۶ مه ۱۹۹۱ - گرجستان اولین انتخابات ریاست جمهوری خود را برگزار می کند. رژه گارد ملی اولین جشن رسمی روز استقلال پس از شوروی است.[۱۳]
- ۲۶ مه ۱۹۹۲ - نیروهای امنیتی گرجستان در حالی که جیمز بیکر در جشن های رسمی روز استقلال شرکت می کند، تجمع طرفداران رئیس جمهور مخلوع گامساخوردیا را سرکوب کردند.
- ۲۶ مه ۲۰۰۴ - دولت جدید گرجستان روز استقلال را با بزرگترین رژه نظامی تاریخ جشن گرفت.[۳]
- ۲۶ مه ۲۰۱۱ - پلیس از تلاش های یک حزب مخالف برای مسدود کردن محل برگزاری رژه نظامی روز استقلال که منجر به کشته شدن چهار نفر شد، جلوگیری کرد.[۸]
- ۲۶ مه ۲۰۱۸ - گرجستان صدمین سالگرد اعلام استقلال اولین جمهوری گرجستان را جشن می گیرد. بیش از 20 هیئت عالی رتبه از جمله روسای جمهور لهستان ، اسلواکی ، لتونی ، فنلاند ، ارمنستان و کمیسیون اروپا برای شرکت در این رویداد وارد می شوند.[۱۴]
- ۲۶ مه ۲۰۲۱ - گرجستان سی امین سالگرد احیای استقلال را جشن می گیرد. بقایای جسد فرمانده کل جمهوری دموکراتیک گرجستان گیورگی کوینیتادزه با افتخارات کامل نظامی در پانتئون متاتسمیندا در تفلیس در ۲۶ مه به خاک سپرده شد.[۱۵]

## ویدئوها
- سرباز اِلُمِی در شهر 1997 سال